# Административная реформа в Польше (1998)
Административная реформа в Польше — реформа административно-территориального деления Польши, вступившая в силу с 1 января 1999 года. Была восстановлена ликвидированная в 1975 году структура территориального деления воеводство-повят-гмина, а количество воеводств уменьшено с 49 до 16. Число повятов в стране в результате реформы стало 315. Большинство городов, которые потеряли статус центров воеводств (кроме городов Цеханув, Серадз и Пила), получили статус городов на правах повята.
Результатом изменений стало снижение роли воеводы в пользу Маршала воеводства и самоуправления на уровне воеводства. Часть объектов, находящихся в ведении воеводы, перешла под управление отдельных органов местного самоуправления. Вместе с их передачей, постепенно передавали также инструменты их финансирования в виде доли налога на прибыль, доли налогов от юридических лиц, грантов и субсидий.

## Подготовка
Вопрос о реформе административного деления на воеводства поднимался с начала 1990-х годов. На рубеже 1990/1991 была создана Группа для разработки концепции изменений в территориальной организации государства, а о намерении провести реформу было объявлено 16 февраля 1991 года в Познани во время встречи с представителями органов местного самоуправления с премьер-министром Яном Кшиштофом Белецким, который заявил тогда, что страна должна быть разделена на 10-12 крупных территориальных единиц. В 1990—1992 годы было создано более 20 концепций изменения административного деления страны. Среди авторов были те, кто желал создания 25-40 единиц, близких к прежним воеводствам, и сторонников создания 7-13 крупных, относительно автономных регионов. Предполагалось сохранение прежнего деления на гмины (с возможными небольшими коррективами). Авторы руководствовались структурными и функциональными критериями, цивилизационными и экономическими факторами, историческим прошлым и этническо-культурной самостоятельностью населения и географически-природными факторами. Во всех проектах в качестве региональных центров указывались Варшава, Гданьск, Краков, Вроцлав, Познань и Щецин, а в основном также Катовице, Лодзь, Люблин, Белосток, Жешув и Ольштын.
В апреле 1997 года Совет Министров принял «Программу децентрализации функций государства и развития местного самоуправления — Действенное, дружественное, безопасное государство» (пол. Program decentralizacji funkcji państwa i rozwoju samorządu terytorialnego – Państwo sprawne, przyjazne, bezpieczne), предусматривающая административную реформу с созданием 12 воеводств и около 350 повятов. Идею критиковала входившая в правящую коалицию Польская крестьянская партия, которая выступала решительно против реформы; в июне 1997 года маршал Сейма Адам Струзик издал брошюру «Мы этого не хотим» (пол. My tego nie chcemy), критикующую запланированные изменения.
После выборов в 1997 году правительство Ежи Бузека решил ускорить работу над реформой. В марте 1998 года в парламент поступил правительственный проект, предусматривающий деление страны на 12 воеводств (в действительности, подготовленный прежним правительством). В этом проекте регионы имели следующие названия:
1. Белостокская земля (пол. Ziemia Białostocka): Белосток, Ломжа, Сувалки
2. Нижняя Силезия (пол. Dolny Śląsk): Еленя-Гура, Легница, Валбжих, Вроцлав, Зелёна-Гура
3. Люблинская земля (пол. Ziemia Lubelska): Бяла-Подляска, Хелм, Люблин, Замосць
4. Лодзинская земля (пол. Ziemia Łódzka): Лодзь, Пётркув-Трыбунальски, Серадз, Скерневице, Влоцлавек
5. Малая Польша (пол. Małopolska): Бельско-Бяла, Кельце, Краков, Новы-Сонч, Тарнув
6. Восточная Малая Польша (пол. Małopolska Wschodnia): Кросно, Пшемысль, Жешув, Тарнобжег
7. Мазовия (пол. Mazowsze): Цеханув, Остроленка, Плоцк, Радом, Седльце, Варшава
8. Надвисленское Поморье (пол. Pomorze Nadwiślańskie): Быдгощ, Гданьск, Слупск, Торунь
9. Западное Поморье (пол. Pomorze Zachodnie): Гожув, Кошалин, Щецин
10. Силезия (пол. Śląsk): Ченстохова, Катовице, Ополе
11. Вармия и Мазурия (пол. Warmia i Mazury): Эльблонг, Ольштын
12. Великая Польша (пол. Wielkopolska): Калиш, Конин, Лешно, Пила, Познань

Одновременно Польская крестьянская партия предложила вопреки своей прежней позиции чтобы число воеводств составляло 17 и соответствовало административно-территориальному делению до 1975 года. 4 мая 1998 года Сейм направил оба проекта в Комитет по административным и внутренним делам и Комитет по местному самоуправлению и региональной политике с участием представителей Комитета по государственным финансам. Также появилась концепция 25 средних провинций, предложенная, в частности, Яном Лопушанским, маршалом Сената Алисией Гжесковяк и некоторыми сенаторами, а также концепции с другими числами провинций, которые были мало популярны.
5 июня 1998 года Сейм на своём заседании принял закон, предусматривающий деление страны на 12 воеводств, который затем передал комиссии сената. Сенатская комиссия приняла решение о добавлении трёх воеводств — Поморского, Любушского и Опольского. 1 июля 1998 года поправки были приняты сеймом, который принял закон с 15 воеводствами, и передал на подпись президенту Республики Польша Александру Квасьневскому, который однако наложил вето на законопроект, утверждая, что при подготовке реформы нельзя опускать старопольские или среднепоморские регионы. Вето было принято Сеймом 3 июля 1998 года, после чего дело дошло до переговоров с представителями всех партий. Переговоры завершились 17 июля 1998 года компромиссом: количество воеводств составило 16, с добавлением Свентокшиского воеводства и отказом от Среднепоморского воеводства. 24 июля 1998 года закон, предусматривающий 16 воеводств, был, наконец, принят, а затем подписан президентом Квасьневским.

## Оценка Сейма и Сената
В 2001 году Сейм и Сенат согласились с тем, что новое фундаментальное территориальное деление государства является правильным и отвечает целям реформы государственного управления. Сенат указал на необходимость поддержки инициатив, направленных на рационализацию территориального деления страны на повяты. Сейм заявил, что некоторые повяты слишком слабы в экономическом отношении и поэтому неэффективны. Анализ потенциала развития повятских единиц свидетельствует о большом разнообразии между городами на правах повята и повятами, лишёнными городских центров. Сейм счёл полезным для выполнения общественных функций объединение городов с правами повятов и окружающих повятов со административным центром в этих городах.

## Образующиеся воеводства
Варминьско-Мазурское воеводство образовано из бывшего воеводства
- Ольштынского

и частей бывших воеводств
- Сувалкского
- Эльблонгского
- Цеханувского
- Торуньского
- Остроленкского

Великопольское воеводство образовано из бывшего воеводства
- Познанского

и частей бывших воеводств
- Конинского
- Пильского
- Лешненского
- Калишского
- Зелёногурского
- Гожувского
- Быдгощского

Западно-Поморское воеводство образовано из бывших воеводств
- Щецинского
- Кошалинского

и частей бывших воеводств
- Гожувского
- Пильского
- Слупского

Куявско-Поморское воеводство образовано из бывшего воеводства
- Влоцлавского

и частей бывших воеводств
- Торуньского
- Быдгощского

Лодзинское воеводство образовано из бывших воеводств
- Лодзинского
- Серадзского

и частей бывших воеводств
- Пётроковского
- Скерневицкого
- Плоцкого
- Калишского
- Ченстоховского
- Конинского
- Радомского

Люблинское воеводство образовано из бывших воеводств
- Люблинского
- Замойского
- Хелмского

и частей бывших воеводств
- Бяльскоподляского
- Тарнобжегского
- Седлецкого

Любуское воеводство образовано из частей бывших воеводств
- Зелёногурского
- Гожувского
- Лешненского

Мазовецкое воеводство образовано из бывшего воеводства
- Варшавского

и частей бывших воеводств
- Остроленкского
- Радомского
- Цеханувского
- Седлецкого
- Плоцкого
- Скерневицкого
- Бяльскоподляского
- Ломжинского

Малопольское воеводство образовано из бывших воеводств
- Краковского
- Новосонченского

и частей бывших воеводств
- Тарнувского
- Бельского
- Катовицкого
- Келецкого
- Кросненского

Нижнесилезское воеводство образовано из бывших воеводств
- Валбжихского
- Вроцлавского
- Еленегурского
- Легницкого

и частей бывших воеводств
- Лешненского
- Калишского

Опольское воеводство образовано из бывшего воеводства
- Опольского

и части бывшего воеводства
- Ченстоховского

Подкарпатское воеводство образовано из бывших воеводств
- Жешувского
- Перемышльского

и частей бывших воеводств
- Кросненского
- Тарнобжегского
- Тарнувского

Подляское воеводство образовано из бывшего воеводства
- Белостокского

и частей бывших воеводств
- Ломжинского
- Сувалкского

Поморское воеводство образовано из бывших воеводств
- Гданьского

и частей бывших воеводств
- Слупского
- Эльблонгского
- Быдгощского

Свентокшиское воеводство образовано из частей бывших воеводств
- Келецкого
- Тарнобжегского
- Ченстоховского
- Петроковского
- Радомского

Силезское воеводство образовано из частей бывших воеводств
- Катовицкого
- Бельского
- Ченстоховского